# شخص مثير للإهتمام (مسلسل)
شخص مثير للإهتمام (بالإنجليزية: Person of Interest) هو مسلسل تلفزيوني أمريكي درامي جريمة خيال علمي أنتجته (وارنر بروس التلفزيونية) عرض على قناة سي بي إس، مبني على سيناريو من تطوير جوناثان نولان. المسلسل من بطولة (جيمس كافيزل),(مايكل إيمرسون). بدأ عرضه في الولايات المتحدة في 22 سبتمبر 2011 وكان الموسم الخامس والاخير في 21 يونيو 2016 .
تدور أحداثه حول عميل سابق للسي آي آيه (جون ريس) والذي يفترض أن يكون ميتاً، يتحد مع الملياردير الغامض (هارولد فينش)، لمنع وقوع جرائم العنف التي تتوقع حدوثها آلة وهي نظام كمبيوتر مراقبة تعطي هوية شخص واحد تتنبأ ليكون ضحية جريمة أو مرتكبها.
تلقى المسلسل استقبالا إيجابيا للغاية من النقاد والإشادة على سلسلة الوقائع المتسلسلة والتعمق في اكتشاف الذكاء الاصطناعي في المواسم اللاحقة.

## الشخصيات الرئيسية
| جون ريس | جيمس كافيزل | 1، 2 + 3 +4,5 | عميل إستخبارات يعتبر ميت للسلطات اسمه واحد من عدة أسماء مستعارة وقد فقد حبيبته بظروف غامضة لم يتم كشفها يتم تأجيره بواسطة مليونير ليمنع الجرائم التي ستقع في المدينة عن طريق الآلة التي برمجها فينش. | هارولد فينش | مايكل إيمرسون | 1، 2 + 4+3، 5 | ثري وعبقري في البرمجيات الذي اخترع برنامج يستخدم لتحديد نمط الناس الذين على وشك المشاركة في جرائم عنف. |

## الشخصيات الثانوية
- جوس كارتر (تاراجي بيندا هينسون) محققة في شرطة نيويورك تسعى للقبض على رجل ذو الحلة «ريس» لكنها تنضم اليه لاحقا.
- ليونيل فوسكو (كيفن شابمان) محقق في شرطة نيويورك كان شرطيا قذرا لكن بعد تعرفه على ريس تغيير وساعدهم في عدة قضايا. قام بالقبض على قاتل كارتر وسلمه للعدالة.
- سامين شاو (سارة شاهي) قاتلة من طرف الحكومة، ظهرت في الموسم الثاني حاول رؤسائها التخلص منها، لكن جون انقدها وانضمت اليهم وتعتبر شاو بعديمة الإحساس.
- سام أو رووت (إيمي أكر) مخترقة حواسيب متمرسة ظهرت في الموسم الثاني وهي حليفة فينش وتتلقى اوامرها من الآلة.
- جون نولان (جون غرير) واجهة شركة ديسيما والتي تسعى لتدمير آلة فينش ويعتبر أحد أعظم الشخصيات بسبب آدائه الهادئ. يتمكن من تشغيل السمارتين والذي يُعد منافسًا للآلة في نهاية الموسم الثالث

## المشاهدات
| موسم | حلقات | حلقة الأولى        | حلقة الأولى                      | حلقة الأخيرة  | حلقة الأخيرة                      | الموسم  | ترتيب | مشاهدين (بالملايين) | مشاهدين مباشر + تسجيل |
| موسم | حلقات | تاريخ              | مشاهدي الحلقة الأولى (بالملايين) | تاريخ         | مشاهدي الحلقة الأخيرة (بالملايين) | الموسم  | ترتيب | مشاهدين (بالملايين) | مشاهدين مباشر + تسجيل |
| ---- | ----- | ------------------ | -------------------------------- | ------------- | --------------------------------- | ------- | ----- | ------------------- | --------------------- |
| 1    | 23    | September 22, 2011 | 13.33                            | May 17, 2012  | 13.47                             | 2011–12 | #13   | 14.34               | 16.28                 |
| 2    | 22    | September 27, 2012 | 14.28                            | May 9, 2013   | 13.16                             | 2012–13 | #5    | 16.07               | 17.87                 |
| 3    | 23    | September 24, 2013 | 12.44                            | May 13, 2014  | 10.95                             | 2013–14 |       |                     |                       |
| 4    | 22    | September 23, 2014 | 10.58                            | May 5, 2015   | 8.18                              | 2014–15 |       |                     |                       |
| 5    | 13    | May 3, 2016        | 7.35                             | June 21, 2016 | 6.51                              | 2016    |       |                     |                       |

## وصلات خارجية
- الموقع الرسمي
- بيرسون أوف إنترست على موقع IMDb (الإنجليزية)
- بيرسون أوف إنترست على موقع ميتاكريتيك (الإنجليزية)
- بيرسون أوف إنترست على موقع روتن توميتوز (الإنجليزية)
- بيرسون أوف إنترست على موقع نتفليكس (الإنجليزية)
- بيرسون أوف إنترست على موقع أول موفي (الإنجليزية)
- بيرسون أوف إنترست على موقع فيلمافينيتي (الإسبانية)
- بيرسون أوف إنترست على موقع كينوبويسك (الروسية)
- بيرسون أوف إنترست على موقع ألو سيني (الفرنسية)
- بيرسون أوف إنترست على موقع قاعدة بيانات الفيلم (الإنجليزية)
- «بيرسون أوف إنترست» في موقع الفيلم
- Person of Interest نسخة محفوظة 31 ديسمبر 2011 على موقع واي باك مشين. at تي في.كوم
- Person of Interest @ Wikia